# Marina Zablith
Marina Aranha Zablith, född 4 mars 1987 i São Paulo, är en brasiliansk vattenpolospelare.
Zablith tog brons i damernas vattenpoloturnering i samband med panamerikanska spelen 2015 i Toronto.